# Mateo Cassierra
Zander Mateo Cassierra Cabezas (ur. 13 kwietnia 1997 w Barbacoas) – kolumbijski piłkarz grający na pozycji napastnika w rosyjskim klubie PFK Soczi.